# Bröllopet tillrett står
Bröllopet tillrett står är en sång med text från 1875 av Fanny Crosby under pseudonymen Henry Burton. Musiken komponerad av Philip Paul Bliss. Den svenska översättningen gjordes 1878 av Erik Nyström. Melodin är Festmusik nr. 73 ur Frälsningsarméns sångbok.

## Publicerad i
- Fälttågs-Sånger 1916-1917  som nummer 7 under rubriken "Budskap".
- Svenska Missionsförbundets sångbok 1920 som nr 204 under rubriken "Kallelse och väckelse".
- Frälsningsarméns sångbok 1929 som nr 59 under rubriken "Frälsningssånger - Inbjudning".
- Musik till Frälsningsarméns sångbok 1930 som nr 59.
- Sionstoner 1935 som nr 324 under rubriken "Nådens ordning: Väckelse och omvändelse".
- Guds lov 1935 som nr 138  under rubriken "Väckelse och inbjudan".
- Sånger och psalmer 1951 som nr 180 under rubriken "Troslivet. Kallelse ich väckelse".
- Frälsningsarméns sångbok 1968 som nr 5 under rubriken "Frälsning".
- Lova Herren 1988 som nr 324 under rubriken "Kallelsen till Guds rike".
- Frälsningsarméns sångbok 1990 som nr 327 under rubriken "Frälsning".